# Friona notabilis
Friona notabilis är en stekelart som först beskrevs av Tosquinet 1903.  Friona notabilis ingår i släktet Friona och familjen brokparasitsteklar. Inga underarter finns listade i Catalogue of Life.